# 이온 (가수)
이온 (ION)(본명: 박진희, 1993년 6월 25일 ~ )는 대한민국의 가수이다. 소속사는 유라이엔티이다. 2010년 '분홍립스틱 그 후…'라는 곡으로 첫 디지털 싱글을 발매하였는데 이 곡은 탤런트 송윤아가 불렀던 영화 '광복절특사'의 OST인 분홍립스틱의 연작이다. 평소 다재다능한 끼가 화제가 되었는데 특히 2010년 남아공 월드컵 기간에 박지성 선수의 얼굴을 그리며 한국 축구 국가대표팀을 응원해 화제가 되기도 하였고 노래방 메들리 동영상을 찍어서 역시 끼를 발산해서 많은 이들의 관심을 모으기도 하였다.

## 앨범
| 앨범 번호 | 앨범 정보                                        | 트랙 리스트                                    |
| --------- | ------------------------------------------------ | ---------------------------------------------- |
| 1         | 《분홍립스틱 그 후…》 - 발매일 : 2010년 6월 18일 | 1. 분홍립스틱 그 후...(Feat. Flood) 2. Kiss Me |